# Batman/Hellboy/Starman
Batman/Hellboy/Starman (Batman/Hellboy/Starman: Gotham Grey Evil et Batman/Hellboy/Starman: Jungle Green Horror) est un comics américain de Batman réalisé par James Robinson (scénario) et Mike Mignola (dessin).

## Synopsis
Ted Knight est capturé par des néo-nazis. Son fils Jack Knight, le nouveau Starman, aidé de Hellboy et de Batman part le secourir avant que le chef des nazis invoque un démon. 

## Personnages
- Batman/Bruce Wayne
- Hellboy
- Starman

## Éditions
- 1999 : Batman/Hellboy/Starman (Semic, collection Batman Hors Série).